# Teringlijdertje
Het teringlijdertje (Phtisica marina) is een vlokreeftensoort uit de familie van de spookkreeftjes (Caprellidae). De wetenschappelijke naam van de soort werd in 1769 voor het eerst geldig gepubliceerd door Martinus Slabber.